# ريد أميس
ريد أميس (بالإنجليزية: Red Ames)‏ هو لاعب كرة قاعدة أمريكي، ولد في 2 أغسطس 1882 في وارن في الولايات المتحدة، وتوفي بنفس المكان في 8 أكتوبر 1936.

## وصلات خارجية
- ريد أميس على موقعبيزبول رفرنس.كوم (الدوري الرئيسي) (الإنجليزية)
- ريد أميس على موقعبيزبول رفرنس.كوم (الدوري الثانوي) (الإنجليزية)
- ريد أميس على موقع جمعية أبحاث البيسبول الأمريكية (الإنجليزية)
- ريد أميس على موقع مشجعي الرسوم البيانية (الإنجليزية)